# コッパ・イタリア

コッカルダ

コッパ・イタリア（伊: Coppa Italia）は、イタリアのサッカークラブによって争われるカップ戦。スポンサーシップにより、コッパ・イタリア・フレッチャロッサ（Coppa Italia Frecciarossa）の名称が用いられる。
セリエAのみならず、下部リーグのセリエBやセリエC、セリエDのクラブが参加する。
優勝チームには翌シーズンのUEFAヨーロッパリーグの出場権が与えられ、ユニフォームにコッカルダと呼ばれるイタリア国旗色のラウンデル（空軍機の国籍マークのような紋章）を付ける事が出来る。

## 概要
1922年に第一回大会が開かれて以来、一時的な中断（1923年 - 1935年、1944年 - 1957年）を経て、毎シーズン開催されている。予選はリーグ戦の開幕前、1回戦以降はリーグ期間中の水曜日に行われる。参加チームはしばしば変更されるが、セリエA20チーム、セリエB22チーム、セリエCからの27チーム、セリエDからの9チームの計78チームが参加した。
2018-19シーズンまでイタリアの通信会社TIMが大会スポンサーを務め、名称もTIMカップ（TIM CUP）として行われたが、2019-20シーズン決勝はコカ・コーラが大会スポンサーとなり、名称がコッパ・イタリア コカ・コーラ（COPPA ITALIA Coca-Cola） 、翌2020-21シーズン決勝は再びTIMによるTIMVISION Cupに、そして2021-22シーズン2回戦からはイタリアの鉄道会社トレニタリアが運行する高速列車「フレッチャロッサ」が協賛、コッパ・イタリア フレッチャロッサ（COPPA ITALIA FRECCIAROSSA）となる。
2021-22シーズンから大会フォーマットが変更され、セリエA・セリエBの40クラブにセリエCの4クラブを合わせた44チームに削減された。

## 大会形式
準決勝を除いて、1試合で決着をつけるトーナメント方式となっている。90分で決着が付かない場合は延長戦を行い、延長戦でも決着が付かない場合はPK戦を行う。
準決勝のみ、ホーム・アンド・アウェー方式の2試合を行う。2試合の合計得点で勝敗を決定する。合計得点が並んだ場合はアウェーゴールルールで勝敗を決定する。
原則として、上位のラウンドから参加したチームのホームスタジアムで試合を行うが、同じラウンドからの参加チームが戦う場合は抽選となる。
- 1回戦 - レガ・プロからの27チームとセリエDからの9チームが参加。
- 2回戦 - セリエBからの全22チームと1回戦を勝ち上がった18チームが参加。
- 3回戦 - セリエAの前シーズン下位12チームと2回戦を勝ち上がった20チームが参加。
- 4回戦 - 3回戦を勝ち上がった16チームが参加。
- 5回戦 - セリエAの前シーズン上位8チームと4回戦を勝ち上がった8チームが参加。
- 準々決勝 - 5回戦を勝ち上がった8チームが参加。
- 準決勝 - ホーム・アンド・アウェーの2回戦制。
- 決勝 - スタディオ・オリンピコで開催。1回戦制。

## 歴代優勝クラブ
| - 1922 - ヴァード (1) - 1935-36 - トリノ (1) - 1936-37 - ジェノア (1) - 1937-38 - ユヴェントス (1) - 1938-39 - アンブロジアーナ・インテル (1) - 1939-40 - フィオレンティーナ (1) - 1940-41 - ヴェネツィア (1) - 1941-42 - ユヴェントス (2) - 1942-43 - トリノ (2) - 1958 - ラツィオ (1) - 1958-59 - ユヴェントス (3) - 1959-60 - ユヴェントス (4) - 1960-61 - フィオレンティーナ (2) - 1961-62 - ナポリ (1) - 1962-63 - アタランタ (1) - 1963-64 - ローマ (1) - 1964-65 - ユヴェントス (5) - 1965-66 - フィオレンティーナ (3) - 1966-67 - ミラン (1) - 1967-68 - トリノ (3) | - 1968-69 - ローマ (2) - 1969-70 - ボローニャ (1) - 1970-71 - トリノ (4) - 1971-72 - ミラン (2) - 1972-73 - ミラン (3) - 1973-74 - ボローニャ (2) - 1974-75 - フィオレンティーナ (4) - 1975-76 - ナポリ (2) - 1976-77 - ミラン (4) - 1977-78 - インテル (2) - 1978-79 - ユヴェントス (6) - 1979-80 - ローマ (3) - 1980-81 - ローマ (4) - 1981-82 - インテル (3) - 1982-83 - ユヴェントス (7) - 1983-84 - ローマ (5) - 1984-85 - サンプドリア (1) - 1985-86 - ローマ (6) - 1986-87 - ナポリ (3) - 1987-88 - サンプドリア (2) | - 1988-89 - サンプドリア (3) - 1989-90 - ユヴェントス (8) - 1990-91 - ローマ (7) - 1991-92 - パルマ (1) - 1992-93 - トリノ (5) - 1993-94 - サンプドリア (4) - 1994-95 - ユヴェントス (9) - 1995-96 - フィオレンティーナ (5) - 1996-97 - ヴィチェンツァ (1) - 1997-98 - ラツィオ (2) - 1998-99 - パルマ (2) - 1999-00 - ラツィオ (3) - 2000-01 - フィオレンティーナ (6) - 2001-02 - パルマ (3) - 2002-03 - ミラン (5) - 2003-04 - ラツィオ (4) - 2004-05 - インテル (4) - 2005-06 - インテル (5) - 2006-07 - ローマ (8) - 2007-08 - ローマ (9) | - 2008-09 - ラツィオ (5) - 2009-10 - インテル (6) - 2010-11 - インテル (7) - 2011-12 - ナポリ (4) - 2012-13 - ラツィオ (6) - 2013-14 - ナポリ (5) - 2014-15 - ユヴェントス (10) - 2015-16 - ユヴェントス (11) - 2016-17 - ユヴェントス (12) - 2017-18 - ユヴェントス (13) - 2018-19 - ラツィオ (7) - 2019-20 - ナポリ (6) - 2020-21 - ユヴェントス (14) - 2021-22 - インテル (8) - 2022-23 - インテル (9) - 2023-24 - ユヴェントス (15) - 2024-25 - ボローニャ (3) |

## クラブ別優勝回数
| クラブ             | 優勝数 | 優勝年 |
| ------------------ | ------ | --- |
| ユヴェントス       | 15     | 1937-38, 1941-42, 1958-59, 1959-60, 1964-65, 1978-79, 1982-83, 1989-90, 1994-95, 2014-15, 2015-16, 2016-17, 2017-18, 2020-21, 2023-24 |
| ローマ             | 9      | 1963-64, 1968-69, 1979-80, 1980-81, 1983-84, 1985-86, 1990-91, 2006-07, 2007-08                                                       |
| インテル           | 9      | 1938-39, 1977-78, 1981-82, 2004-05, 2005-06, 2009-10, 2010-11, 2021-22, 2022-23                                                       |
| ラツィオ           | 7      | 1958, 1997-98, 1999-00, 2003-04, 2008-09, 2012-13, 2018-19                                                                            |
| フィオレンティーナ | 6      | 1939-40, 1960-61, 1965-66, 1974-75, 1995-96, 2000-01                                                                                  |
| ナポリ             | 6      | 1961-62, 1975-76, 1986-87, 2011-12, 2013-14, 2019-20                                                                                  |
| トリノ             | 5      | 1935-36, 1942-43, 1967-68, 1970-71, 1992-93                                                                                           |
| ミラン             | 5      | 1966-67, 1971-72, 1972-73, 1976-77, 2002-03                                                                                           |
| サンプドリア       | 4      | 1984-85, 1987-88, 1988-89, 1993-94 |
| パルマ             | 3      | 1991-92, 1998-99, 2001-02 |
| ボローニャ         | 3      | 1969-70, 1973-74, 2024-25 |
| ヴィチェンツァ     | 1      | 1996-97 |
| アタランタ         | 1      | 1962-63 |
| ヴェネツィア       | 1      | 1940-41 |
| ジェノア           | 1      | 1936-37 |
| ヴァード           | 1      | 1922 |